# Нижньостановецька сільська рада
Нижньостанове́цька сільська́ ра́да — адміністративно-територіальна одиниця та орган місцевого самоврядування в Кіцманському районі Чернівецької області. Адміністративний центр — село Нижні Станівці.

## Загальні відомості
- Населення ради: 3 296 осіб (станом на 2001 рік)

## Населені пункти
Сільській раді підпорядковані населені пункти:
- с. Нижні Станівці
- с. Брусенки
- с. Виноград

## Склад ради
Рада складається з 20 депутатів та голови.
- Голова ради: Гуля Іван Дмитрович
- Секретар ради: Савкевич Валентина Михайлівна

### Керівний склад попередніх скликань
| Прізвище, ім'я, по батькові | Основні відомості                                                                                              | Дата обрання | Дата звільнення |
| --------------------------- | --- | ------------ | --------------- |
| Никитович Євген Миколайович | Сільський голова, 1958 року народження, член Всеукраїнського об'єднання «Батьківщина»                          | 26.03.2006   | 31.10.2010      |
| Гуля Іван Дмитрович         | Сільський голова, 1963 року народження, освіта незакінчена вища, член Всеукраїнського об'єднання «Батьківщина» | 31.10.2010   |                 |

Примітка: таблиця складена за даними сайту Верховної Ради України

### Депутати
За результатами місцевих виборів 2010 року депутатами ради стали:

#### За суб'єктами висування
| Суб'єкт висування | Кількість обраних депутатів | %   |
| ----------------- | --------------------------- | --- |
| Самовисування     | 20                          | 100 |

#### За округами
| № округу | Прізвище, ім'я, по батькові   | Дата визнання обраним | Освіта             | Партійна приналежність                | Відомості про обраного депутата                                          |
| -------- | ----------------------------- | --------------------- | ------------------ | ------------------------------------- | ------------------------------------------------------------------------ |
| 1        | Козак Михайло Тодорович       | 02.11.2010            | середня            | позапартійний                         | приватний підприємець                                                    |
| 2        | Яцько Степан Васильович       | 02.11.2010            | середня            | позапартійний                         | приватний підприємець                                                    |
| 3        | Остапюк Микола Іванович       | 02.11.2010            | середня            | позапартійний                         | приватний підприємець                                                    |
| 4        | Харина Марія Миколаївна       | 02.11.2010            | вища               | позапартійна                          | Нижньостановецька сільська рада, головний бухгалтер                      |
| 5        | Лехкун Ольга Степанівна       | 02.11.2010            | середня            | позапартійна                          | Нижньостановецький будинок-інтернат, медична сестра                      |
| 6        | Романович Олеся Василівна     | 02.11.2010            | вища               | позапартійна                          | Відділ культури Кіцманської РДА, завідувачка бібліотеки                  |
| 7        | Унгурян Валерій Захарович     | 02.11.2010            | середня            | позапартійний                         | тимчасово не працює                                                      |
| 8        | Андрицуляк Галина Василівна   | 02.11.2010            | вища               | позапартійна                          | Кіцманський районний територіальний центр, соціальний працівник          |
| 9        | Шморгун Любов Корнеліївна     | 02.11.2010            | вища               | член Політичної партії «Наша Україна» | Нижньостановецький загальноосвітній навчальний заклад І-ІІІ ст., вчитель |
| 10       | Берекеля Сергій Іванович      | 02.11.2010            | вища               | позапартійний                         | Нижньостановецький загальноосвітній навчальний заклад І-ІІІ ст., вчитель |
| 11       | Гавдун Юрій Георгійович       | 02.11.2010            | середня            | позапартійний                         | СТОА С. Н. Станівці, автослюсар                                          |
| 12       | Забєліна Мирослава Михайлівна | 02.11.2010            | вища               | позапартійна                          | Нижньостановецький будинок-інтернат, лікар                               |
| 13       | Лакуста Василь Корнелійович   | 02.11.2010            | середня            | позапартійний                         | приватний підприємець                                                    |
| 14       | Галецька Катерина Самсонівна  | 02.11.2010            | середня спеціальна | позапартійна                          | Відділ культури Кіцманської РДА, завідувачка бібліотеки                  |
| 15       | Савкевич Валентина Михайлівна | 02.11.2010            | вища               | позапартійна                          | Нижньостановецька сільська рада, секретар                                |
| 16       | Гальчук Самсон Ілліч          | 02.11.2010            | середня            | позапартійний                         | Нижньостановецький будинок-інтернат, завідувач складом                   |
| 17       | Трачук Віктор Миколайович     | 02.11.2010            | середня            | позапартійний                         | приватний підприємець                                                    |
| 18       | Барбір Світлана Романівна     | 02.11.2010            | середня спеціальна | позапартійна                          | Нижньостановецький ДНЗ, психолог                                         |
| 19       | Лакуста Євгенія Тодорівна     | 02.11.2010            | середня спеціальна | позапартійна                          | Нижньостановецька філія ощадбанку, контролер-касир                       |
| 20       | Марчук Георгій Георгійович    | 02.11.2010            | середня спеціальна | позапартійний                         | Нижньостановецький будинок-інтернат, оператор                            |